# Massamancurry
Massamancurry (Thai: มัสมั่น, RTGS: matsaman ⓘ) is een relatief milde Thaise curry.
Massaman is van origine geen Thais woord. Een hypothese is dat het afkomstig is van Musulman, dat een archaïsche vorm van het woord moslim is. Massamancurry zou van oorsprong uit Perzië komen. Een andere hypothese beschrijft hoe Massaman afkomstig is van het Maleise woord "masam", dat zuur betekent. Volgens deze hypothese is massaman beïnvloed door de Indiase en Maleise keuken.
Het oudste gevonden recept voor massamancurry stamt uit 1889.
Massamancurry bevat ingrediënten die niet vaak gebruikt worden in de Thaise keuken. Onder andere komijn, steranijs, nootmuskaat en kaneel kunnen in massaman zitten.
De curry wordt vaak met vlees als kip, rund, lam of eend geserveerd. Meestal zit er vissaus in massamancurry, maar er zijn ook vegetarische en veganistische varianten.